# Губертус Прусський
Принц Губертус Карл Вільгельм Прусський (нім. Hubertus Karl Wilhelm Prinz von Preußen; 30 вересня 1909, Потсдам, Німецька імперія — 8 квітня 1950, Віндгук, Намібія) — прусський принц.

## Біографія
Третій син кронпринца Вільгельма Прусського і його дружини Цецилії Мекленбург-Шверінської. Після падіння монархії в 1918 Губерт залишив рідний Потсдам і проживав з молодшими братами і сестрами в Ельсі, в одному з маєтків Гогенцоллерноів. В 1934 році Губерт вступив у 8-й піхотний полк у Франкфурті-на-Одері. Учасник Польської кампанії. В 1940 році згідно Указу принців був відправлений в резерв. Пройшов курс комерційного пілота і працював в Брігу. В 1943 році остаточно звільнений з вермахту і разом з дружиною оселився в маєтку Вільденбрух поблизу Шведта.
Після війни подружжю довелося покинути свій маєток, розташований на схід від Одера, і оселитися в Бюдінгені. В 1950 році емігрував в Південну Африку. За часів німецької колонізації Африки Гогенцоллерни володіли декількома фермами. В повоєнний час брат Губертуса Фрідріх викупив колишні імперські ферми Дікдорн та Козіс поблизу Марієнталя. Губертус планував зайнятися їх управлінням та вирощувати там овець каракульської породи, проте 8 квітня 1950 року раптово помер після операції з видалення апендикса. Останки принца були перевезені в Німеччину і поховані на родинному цвинтарі в Офіцерському садку замку Гогенцоллерн.

## Сім'я
В 1941-1943 роках був одружений з баронесою Марією Анною фон Гумбольдт-Дахреден (1916 — 2003).
В 1943 році одружився з принцесою Магдаленою Ройсс цу Кьостріц (1920—2009). В пари народились 2 дочки — Анастасія (1941) і Марія Крістіна (1944 — 1966; загинула в автокатастрофі).

## Нагороди
- Орден Чорного орла
- Медаль «За вислугу років у Вермахті» 4-го класу (4 роки)